# Plamenová zkouška
Plamenová zkouška slouží k zjištění, zda daná sloučenina obsahuje některý z kovů barvících plamen. Daná látka se, pokud je pevná, převede do roztoku (rozpuštěním v destilované vodě nebo organickém rozpouštědle, pokud se látka nerozpouští ani ve vodě, ani v organickém rozpouštědle, je možné ji nechat zreagovat s kyselinou nebo zásadou). Ze vzorku se poté odlije několik mililitrů, například do zkumavky. Do vzorku se poté ponoří čistý, vyžíhaný, platinový drát (drát se čistí několikanásobným ponořením do koncentrované kyseliny chlorovodíkové vyžíháním). Není-li k dispozici platinový drát, pak postačí i obyčejná špejle. Platinový drát se strčí do plamene plynového kahanu. Pokud se nic neděje, ponoří se drát na okamžik do kyseliny chlorovodíkové a znovu vloží do plamene. Pokud se ani poté nic nestane, znamená to, že zkoumaná látka buď neobsahuje žádný kationt barvící plamen, nebo se někde stala chyba.
Kationtů, které barví, jsou více než dvě desítky, ovšem každý barví jinou barvou, takže je velice jednoduché je rozlišit.

## Kationty barvící plamen
Mezi takové kationty patří především kationty alkalických kovů a kationty kovů alkalických zemin, tedy lithný barví purpurově červeně, sodný velice intenzívně žlutooranžově (důkaz tohoto kationtu může ovlivnit důkaz dalších, protože je velice obtížné tento kation z drátku dostat), draselný růžovofialově, rubidný a cesný fialově, hořečnatý bíle, vápenatý cihlově červeně, strontnatý karmínově červeně, barnatý žlutozeleně, kationty francný a radnatý nejsou záměrně uváděny. Další kationty mimo alkalické kovy a kovy alkalických zemin jsou: boritý, který barví jablečně zeleně, měďnatý modrozeleně, manganatý zeleně s doprovodným jiskřením, seleničitý chrpově modře, molybdeničitý sírově žlutě, inditý modře až modrofialově, thallný smaragdově zeleně a olovnatý modrobíle.
| Značka | Kation        | Zbarvení                        |
| ------ | ------------- | ------------------------------- |
| Li+    | lithný        | purpurově červeně               |
| Na+    | sodný         | intenzivně oranžová             |
| K+     | draselný      | růžovofialově                   |
| Rb+    | rubidný       | červeno-fialově                 |
| Cs+    | cesný         | modře                           |
| Mg2+   | hořečnatý     | intenzivně bíle                 |
| Ti4+   | titaničitý    | stříbřitě bílý, jiskří          |
| Ca2+   | vápenatý      | cihlově červeně                 |
| Sr2+   | strontnatý    | karmínově červeně               |
| Ba2+   | barnatý       | žlutozeleně                     |
| B3+    | boritý        | jablečně zeleně                 |
| Cu2+   | měďnatý       | modrozeleně                     |
| Mn2+   | manganatý     | zeleně (za současného jiskření) |
| Se4+   | seleničitý    | chrpově modře                   |
| Mo4+   | molybdeničitý | sírově žlutě                    |
| In3+   | inditý        | modře až modrofialově           |
| Tl+    | thallný       | smaragdově zeleně               |
| Pb2+   | olovnatý      | modrobíle                       |

Mnoho názvů samotných prvků je odvozeno od barvy plamene, kterým hoří. Rb – rubidus = temně červený. Cs – caesius = nebesky modrý.